# Yangos
Yangos é um quarteto de música instrumental formado em 2005 em Caxias do Sul, na Serra Gaúcha. O grupo é reconhecido por sua fusão de ritmos de raiz sul-americana, como milonga, chamamé, tango, zamba gaúcha e chacarera, com influências de jazz e experimentações contemporâneas.
O grupo tem um papel fundamental na consolidação da identidade musical latino-americana pelo mundo, tendo sido selecionado para se apresentar na programação brasileira da Copa do Mundo FIFA de 2018, na Rússia, e na FIMPRO-2018, no México. Além disso, também se apresenta recorrentemente na Fiesta Nacional del Chamamé, na Argentina.
Atualmente, o grupo dispõe de uma discografia de sete álbuns, sendo dois deles gravados ao vivo ao lado de nomes de reconhecimento internacional, como Don Lúcio Yanel e Dante Ramon Ledesma.
Seu álbum Chamamé foi indicado ao Grammy Latino na categoria Melhor Álbum de Raízes Brasileiras, em 2018.

## Carreira
O grupo foi formado em 2005, na cidade de Caxias do Sul, inicialmente sob o nome Y Tangos. Sua primeira formação contava com César Casara (piano), Cristiano Klein (percussão), Rafael Scopel (acordeom), Tomás Savaris (violão) e Tiago Breda (baixo). Com essa configuração, lançou em 2009 o álbum Tangos y Milongas, viabilizado por meio do edital Fundo Pró-Cultura.
Pouco tempo após o lançamento do primeiro álbum, a banda passou a se chamar Yangos e adotou uma nova formação, sem o baixo. Desde então, César Casara, Cristiano Klein, Rafael Scopel e Tomás Savaris mantêm-se como os integrantes do grupo. O primeiro trabalho sob o nome Yangos foi o álbum Às Pampas, lançado em 2013.
Em 2013, o grupo promoveu um espetáculo em Caxias do Sul em parceria com o cantor argentino Dante Ramon Ledesma, resultando no registro do CD e DVD Pampa: Pátria de Todos - Ao Vivo em Caxias do Sul, lançado em 2016. A gravação ocorreu no dia 14 de julho de 2013, no UCS Teatro. No mesmo ano de seu lançamento, o trabalho foi indicado ao Prêmio Açorianos de Música nas categorias Melhor Álbum Regional e Melhor DVD. Além disso, Dante Ramon Ledesma venceu a categoria de Melhor Intérprete Regional pela sua participação no projeto.
O quarto álbum da Yangos, Chamamé, foi viabilizado por meio de crowdfunding em 2017, produzido por Lúcio Yanel e masterizado no  Abbey Road Studios, em Londres. O projeto recebeu indicação ao Grammy Latino na categoria Melhor Álbum de Raízes Brasileiras na 18ª edição da premiação.
Ainda em 2017, o grupo participou da coletânea Sem Palavras, um projeto do selo Scream & Yell que reuniu onze bandas brasileiras em releituras instrumentais de grandes clássicos da música mundial. A Yangos contribuiu com uma versão de "The Trooper", do Iron Maiden. Entre os demais participantes estavam Camarones Orquestra Guitarrística, Macaco Bong, Skrotes e Pata de Elefante.
O quinto álbum, Brasil Sim Senhor, foi lançado em 2018 pelo selo Natura Musical. Gravado e mixado na Serra Gaúcha, o disco foi masterizado em Los Angeles, nos Estados Unidos, no Lurssen Mastering, pelo premiado engenheiro de masterização Reuben Cohen.
Em 2018, a banda foi selecionada para representar o Brasil em importantes apresentações internacionais. Ao lado de Rincon Sapiência, foi uma das únicas bandas brasileiras escolhidas para se apresentar, em maio, na Feria Internacional de la Música para Profesionales (FIMPRO), uma das maiores feiras de música das Américas, realizada em Guadalajara, no México. No mesmo ano, a Yangos foi escolhida pelo projeto Brasil Music Exchange como a única representante do sul do Brasil para se apresentar na programação oficial da Copa do Mundo da Rússia. A apresentação ocorreu em 7 de julho, no espaço Brasil Experience, em Moscou.
Em maio de 2019, a Yangos lançou Power Folklore, gravado de forma "ao vivo e plugado" nos Pavilhões da Festa da Uva. O álbum traz 11 faixas do grupo, apresentando novos arranjos inéditos para o projeto. A gravação foi encomendada pela agência holandesa Dok Agentschap, responsável pela divulgação da banda na Europa, e o lançamento oficial ocorreu no Floripa Jazz Festival.
O sétimo álbum, Entre Fronteiras - Ao Vivo, registra a primeira apresentação da Yangos ao lado do violonista argentino Lúcio Yanel. O show foi documentado em 21 de julho de 2012, no Teatro Pedro Parenti da Casa da Cultura, em Caxias do Sul. O álbum foi lançado exclusivamente em plataformas de streaming em 2020.
Em 2022, a Yangos participou do álbum Não é bem assim, da banda caxiense Cuscobayo. A colaboração entre os grupos resultou no single "Querido", que também ganhou um videoclipe exclusivo.

## Integrantes

### Formação atual
- César Casara: piano (2005 - presente)
- Cristiano Klein: cajón e bombo legüero (2005 - presente)
- Rafael Scopel: acordeom (2005 - presente)
- Tomás Savaris: violão (2005 - presente)

### Ex-integrantes
- Tiago Breda: baixo (2005 - 2010)

## Discografia

### Álbuns de estúdio
- 2009 - Tangos y Milongas
- 2013 - Às Pampas
- 2017 - Chamamé
- 2018 - Brasil sim Senhor

### Álbuns ao vivo
- 2016 - Pampa: Pátria de Todos - Ao Vivo em Caxias do Sul
- 2019 - Power Folklore
- 2020 - Entre Fronteiras - Ao Vivo

### Coletâneas com vários artistas
- 2017 - Sem Palavras

### Singles
- 2022 - "Querido" (feat. Cuscobayo)

## Videografia

### DVD ao vivo
- 2016 - Pampa: Pátria de Todos - Ao Vivo em Caxias do Sul

### Clipes musicais
- 2018 - "Gaita ou Sanfona"[26]
- 2020 - "Bola Dentro"[27]
- 2022 - "Querido" (feat. Cuscobayo)[25]

## Indicações
| Ano  | Prêmio                           | Categoria                  | Indicado                                          | Resultado | ref    |
| ---- | -------------------------------- | -------------------------- | ------------------------------------------------- | --------- | ------ |
| 2016 | Prêmio Açorianos                 | Melhor Álbum Regional      | Pampa: Pátria de Todos - Ao Vivo em Caxias do Sul | Indicado  | [ 13 ] |
| 2016 | Prêmio Açorianos                 | Melhor DVD                 | Pampa: Pátria de Todos - Ao Vivo em Caxias do Sul | Indicado  | [ 13 ] |
| 2016 | Prêmio da Música da Serra Gaúcha | Álbum instrumental         | Às Pampas                                         | Indicado  | [ 28 ] |
| 2017 | Grammy Latino                    | Best Brazilian Roots Album | Chamamé                                           | Indicado  | [ 9 ]  |